# Trinitatiskirche (Altenhausen)

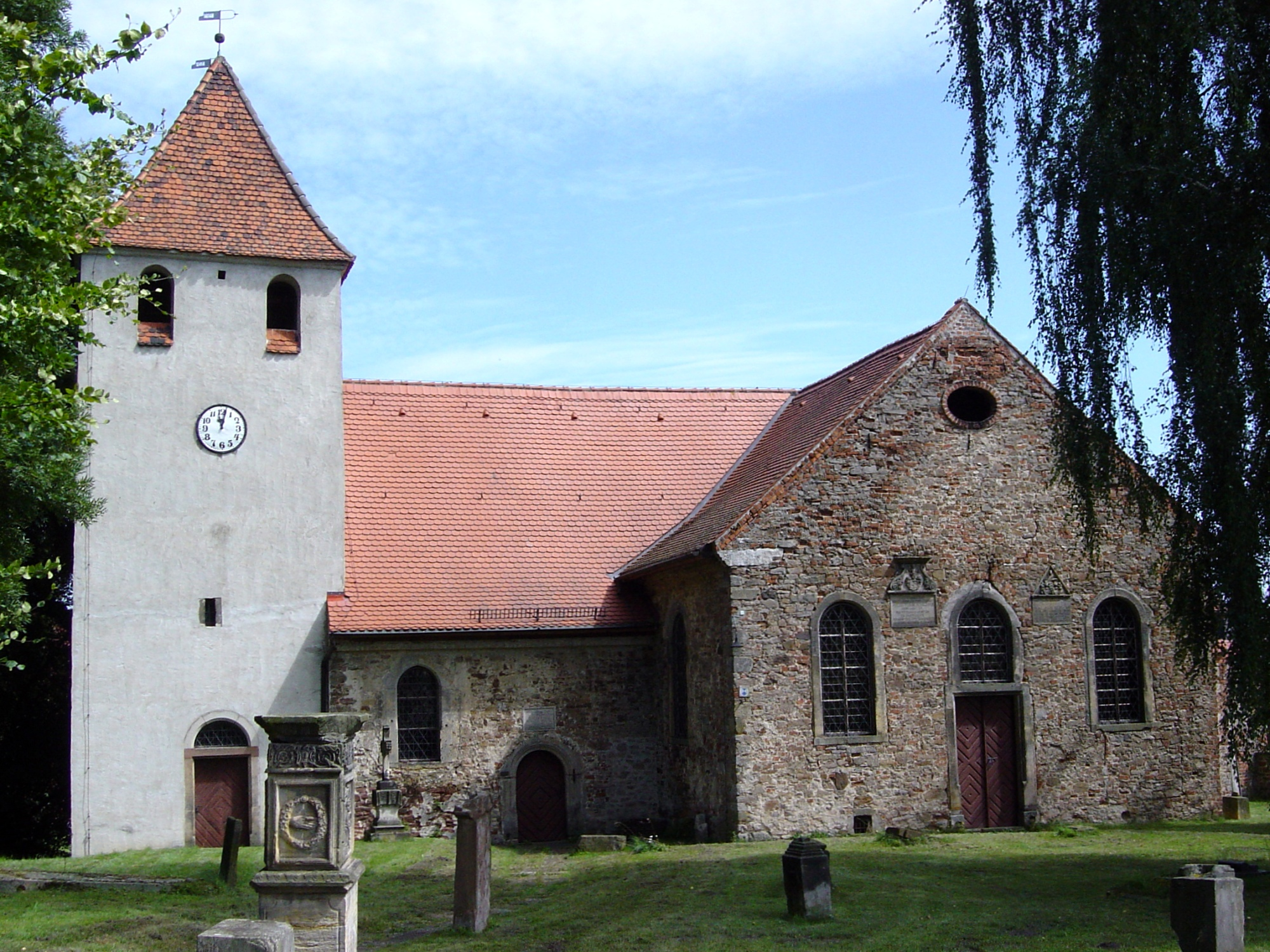
St.-Trinitatis-Kirche Altenhausen

Die denkmalgeschützte evangelische Sankt-Trinitatis-Kirche steht in Altenhausen im Landkreis Börde in Sachsen-Anhalt. Sie ist im Denkmalverzeichnis des Landes unter der Nummer 094 83980 erfasst.

## Beschreibung
Das Gebäude stammt ursprünglich aus der Zeit der Romanik. Im Jahr 1594 erfolgte ein Renaissanceumbau des Schiffes.

### Gebäude
Der aus Bruchsteinen errichtete einschiffige Saal der Kirche war ehemals verputzt und verfügt über einen halbkreisförmigen Ostschluss. Eine Herrschaftsloge befindet sich an der Südwand, der Westquerturm ist leicht eingezogen. Während des Umbaus unter Daniel von der Schulenburg und der Ehrengardt, geb. von Alten erfolgte eine Erweiterung des Schiffs nach Osten. Aus dieser Zeit stammen auch die gekuppelten und profilierten Rundbogenfenster. Der Anbau des barocken Herrschaftsstandes an der südlichen Schiffswand wurde im Jahr 1712 unter Augustus von der Schulenburg durchgeführt. Ein vermauertes Rundbogenportal an der östlichen Nordwand sowie die bis auf eine Rundbogenpforte zugesetzte Verbindungsarkade zwischen Turmhalle und Schiff sind vom ursprünglichen Bau erhalten. Der Turm der Kirche wurde in der Zeit des Barock erhöht und im Jahr 1867 renoviert.

### Innenraum

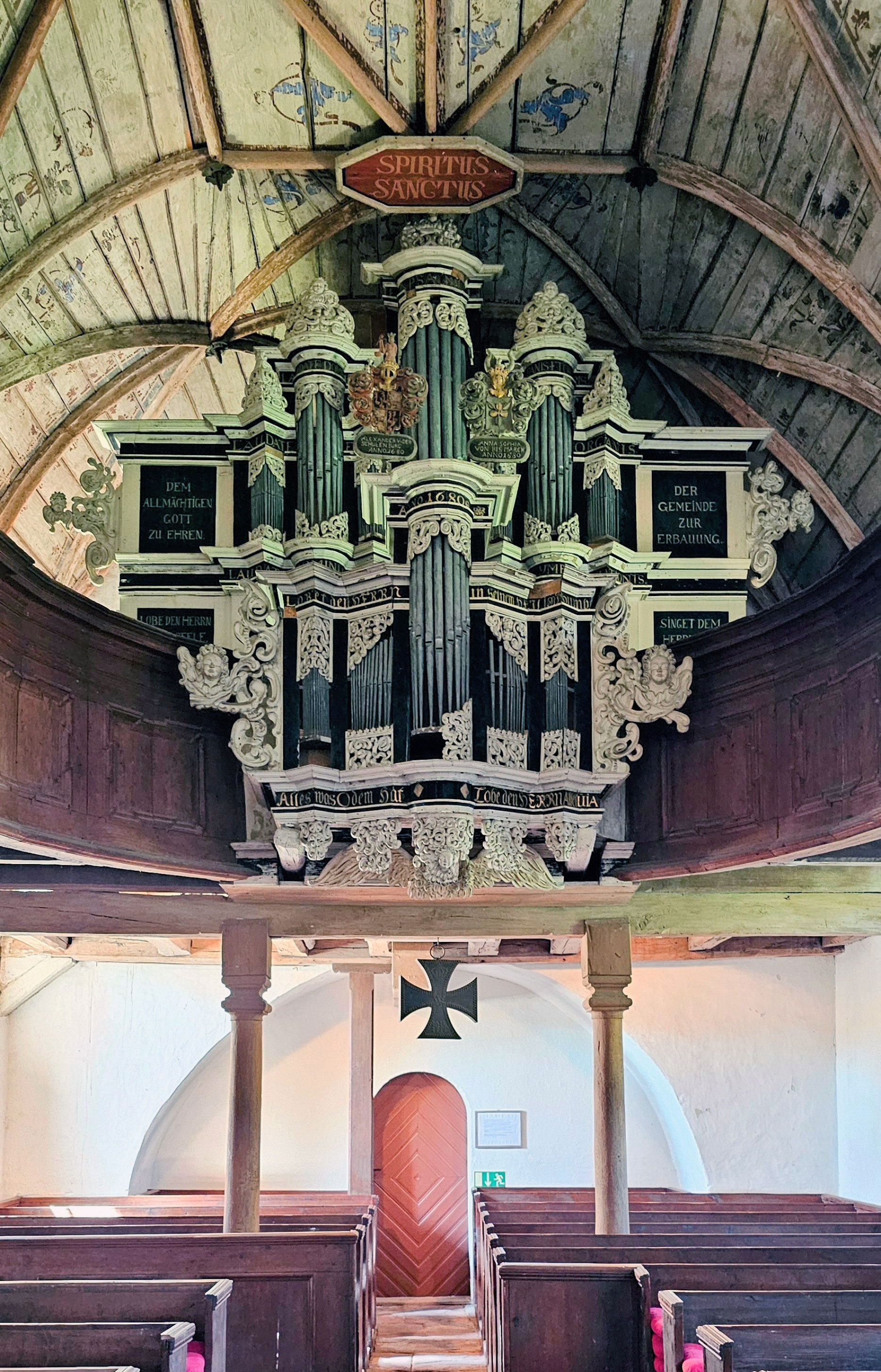
Orgel

Das hölzerne Tonnengewölbe stammt aus der Zeit des Umbaus im Jahr 1594. Bemalungen, bestehend aus Blumenranken über dem Schiff und Engeln mit Spruchband über dem Chor sind schadhaft erhalten. Im westlichen Teil des Schiffs befindet sich eine konkav geschwungene Holzempore an deren Brüstung ein barockes Rückpositiv mit dem geschnitzten Stifterwappen der Anna Sophie geb. Bismark und des Alexander von der Schulenburg angebracht ist. Die Orgel der Kirche wurde in den Jahren 1677–1680 durch Heinrich Herbst d. Ä. errichtet, eine Stifterinschrift bezieht sich jedoch auf einen, in den Jahren 1913–1914 erfolgten Umbau durch Furtwängler und Hammer. Der Altar und die Kanzel wurden durch Alexander von der Schulenburg und Adelheid Agnes, geb. von Alvensleben im Jahr 1666 gestiftet. Auf dem Altarblatt ist die Darstellung der Kreuzigung zwischen Moses und einem Engel mit Kelch zu sehen. Im Altaraufsatz ist die Himmelfahrt zwischen Engeln und dem Stifterwappen dargestellt. Darüber befindet sich eine Kreuzigungsgruppe. In der Predella ist das Abendmahl zwischen dem leeren Grab und dem auferstandenen Christus zu sehen. An der Brüstung der Kanzel befindet sich eine als Grisaille ausgeführte Darstellung der Evangelisten, am Aufgang derselben sind die Stifterwappen angebracht. Auf dem Schalldeckel befindet sich eine Schlingwerkkrone. Der Taufstein datiert auf das Jahr 1659, sein achteckiger Taufbaldachin stürzte 2020 ab und wurde schwer beschädigt. Ein Holzkruzifix in der Kirche stammt aus der Zeit um 1500. Im Chor befinden sich zwei hölzerne Priechen mit Gitterfenstern aus dem Jahr 1666. Die beiden Glocken der Kirche wurden 1750 und 2002 gegossen.

### Sonstiges
Vor der Kirche befinden sich zahlreiche barocke und klassizistische Grabsteine sowie die Kuppa eines romanischen Taufsteins.